# Хижняк, Анатолий Александрович

Уральское трио баянистов, 1974 год.

Анатолий Александрович Хижняк (род. 16 мая 1936, Запорожье) — советский и российский баянист, народный артист РСФСР.

## Биография
Анатолий Александрович Хижняк родился 16 мая 1936 года в Запорожье. В 1949—1951 годах учился во вновь открытой музыкальной школе в Никополе Днепропетровской области по классу баяна (педагог кларнетист А. Г. Таипов). Окончил Днепропетровское музыкальное училище (класс А. С. Красношлыка)..
В 1960 году окончил Киевскую консерваторию (класс Марка Моисеевича Гелиса, кафедра народных инструментов). С сентября 1957 года вместе с однокурсниками Николаем Сергеевичем Худяковым и Иваном Тимофеевичем Шепельским вошёл в творческий коллектив трио баянистов. 
С 1960 года выступали как артисты Хабаровской краевой филармонии. 
В 1966 году переехали в Свердловск. В 1966—1998 годах выступали как «Уральское трио баянистов» (Худяков, Шепельский, Хижняк), работали в гастрольном графике Росконцерта, Союзконцерта и Госконцерта. Освоили многотембровые готово-выборные баяны. За долгую творческую карьеру исполнили более 200 произведений зарубежных, русских и советских композиторов, около 100 пьес аккомпанемента, записали десятки грампластинок, подготовили множество программ для радио- и телепередач центрального и областного значения. Много гастролировали за рубежом (1967 — Лаос, Камбоджа, Индия; 1976 — Финляндия; 1977 — Бельгия, Люксембург, Австрия; 1984 — Польша; 1987 — Швеция; октябрь 1988 — выступление на 125-летнем юбилее аккордеона в итальянском Кастельфидардо).
Выступал в трио до 2007 года.
С 2010 года выступает с баянистом Андреем Бызовым.

## Награды и премии
- Трио — дипломанты первого и лауреаты второго Всероссийского конкурсов артистов эстрады (1961), Всероссийского конкурса артистов эстрады (1962).
- Заслуженный артист РСФСР (10.02.1978).
- Народный артист РСФСР (7.02.1986).
- Лауреат премии Губернатора Свердловской области (1997).

## Фильмография
- 1972 — Ярмарка